# Устьє (Аліковський район)
У́стьє (рос. Устье, чув. Çулавăç) — село у складі Аліковського району Чувашії, Росія. Входить до складу Пітішевського сільського поселення.
Населення — 256 осіб (2010; 244 у 2002).
Національний склад:
- чуваші — 100 %